# Кумаксай
Кумаксай (каз. Құмақсай, до 2023 г. — Новопавловка) — село в Теректинском районе Западно-Казахстанской области Казахстана. Административный центр Кумаксайского сельского округа. Находится примерно в 21 км к юго-востоку от города Уральска, административного центра области. Код КАТО — 276249100.

## Население
В 1999 году численность населения села составляла 763 человека (375 мужчин и 388 женщин). По данным переписи 2009 года, в селе проживало 648 человек (319 мужчин и 329 женщин).

## Известные жители и уроженцы
- Нагурный, Владимир Александрович (1935—2001) — Герой Социалистического Труда.